# イヴァン・クノル

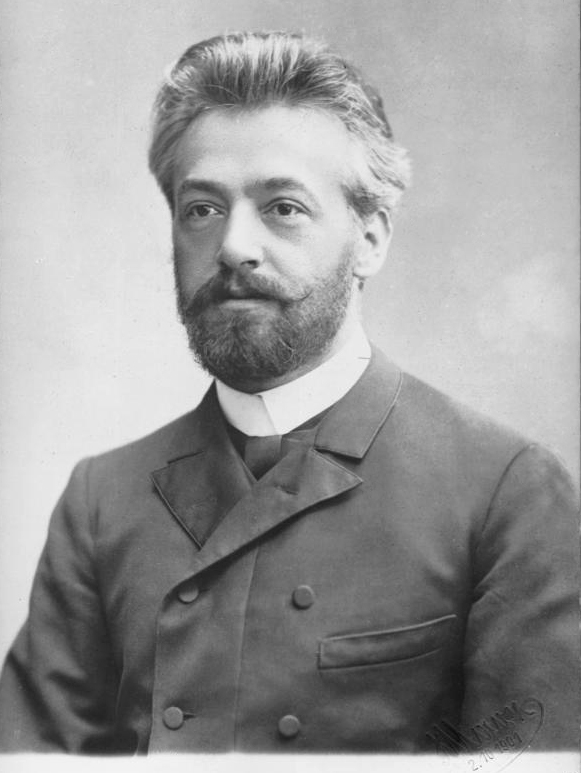
イヴァン・クノル（1901年）

イヴァン・クノル（Iwan Knorr, 1853年1月3日  - 1916年1月22日）はドイツの音楽教師・作曲家。
メーヴェ（現ポーランド領グニェフ）に生まれ、ライプツィヒ音楽院にてイグナーツ・モシェレスやエルンスト・フリードリヒ・リヒターおよびカール・ライネッケに学ぶ。1874年にロシア帝国のハリコフで音楽教師となり、1878年からはロシア帝国音楽協会の同地における支部の監督を務めた。1883年にフランクフルト・アム・マインに永住してホーホ音楽院の教員に加わり、1908年に院長に就任。
教育者として大きな影響力を発揮し、門弟としてハンス・プフィッツナーやベルンハルト・ゼクレス、シリル・スコット、ロジャー・クィルター、カール・フリードベルク、エルネスト・ブロッホ、エルンスト・トッホ、ハンス・イェルモリらを輩出した。フランクフルトにて没。